# Place des Montréalaises
 (juillet 2025).
La place des Montréalaises est un espace public officiellement inauguré en 2025 qui célèbre la place des femmes dans l'histoire de la ville de Montréal. Construite au-dessus d'une section de l'autoroute Ville-Marie, cette place de deux hectares est aménagée dans le quadrilatère formé par l'avenue de l'Hôtel-de-Ville, la rue Saint-Antoine, la rue Sanguinet et l'avenue Viger. Elle relie la station de métro Champ-de-Mars avec l'hôtel de ville de Montréal et le Champ-de-Mars, remplaçant un ancien tunnel piétonnier,.

## Concept
Cette place transpartisane rend hommage à la fois aux pionnières de Montréal et aux victimes du féminicide de l'École polytechnique, tout en soulignant la nécessité pour les femmes et les filles de revendiquer haut et fort leur place dans la société. Un miroir-œuvre de l'artiste Angela Silver porte, d'un côté, les noms de sept pionnières de la ville, dont Jeanne Mance, et, de l'autre, ceux des quatorze victimes de Polytechnique ; un vaste pré fleuri incliné expose vingt et un pots de fleurs, chacun dédié à une femme honorée, et un emmarchement évoque l'ensemble des noms de toutes les Montréalaises,.

## Inauguration

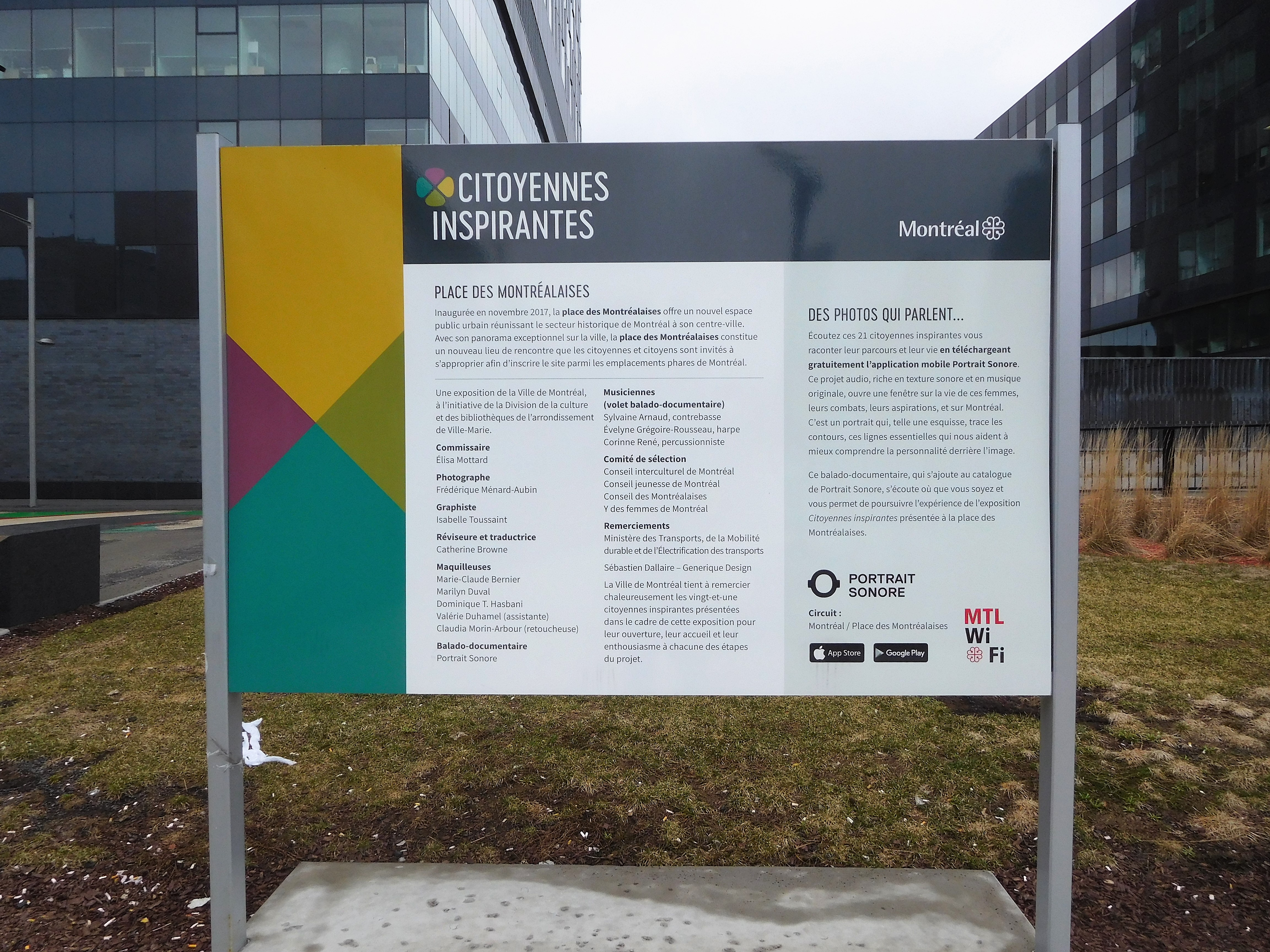
Panneau en 2020

La place est inaugurée le 16 mai 2025 par la mairesse Valérie Plante. À l'occasion de cette inauguration, elle remet également les insignes de l'Ordre de Montréal à une cohorte entièrement féminine. Les femmes honorées lors de la cérémonie sont : 
- Janette Bertrand, journaliste, auteure de téléromans, animatrice radio et télévision.
- Yvette Bonny, ancienne pédiatre-hématologue et professeure d’université.
- France Charbonneau, ancienne juge à la Cour supérieure du Québec.
- Lesley Chesterman, cheffe pâtissière, auteure, animatrice et critique gastronomique.
- Léa Cousineau (en), première femme à présider le comité exécutif de la Ville de Montréal.
- Elisapie auteure-compositrice-interprète, réalisatrice, productrice et activiste inuk.
- Pauline Marois, première femme première ministre du Québec.
- Kim Thúy, auteure du roman Ru, animatrice à la télévision.

L’inauguration suscite des critiques de Denis Coderre, qui accuse l'administration Plante de s'approprier un projet lancé sous son mandat en 2017, à la suite d’une recommandation du Conseil des Montréalaises. Il déplore l'oubli du rôle de son équipe, notamment Richard Bergeron et Manon Gauthier, et l'absence d'invitation à la cérémonie.

## Sécurité
Depuis son ouverture, l'espace public est critiqué pour la conception de son drainage des eaux qui a causé des chutes et des blessures,.